# Moritzkirche (Halle)
Die ehemalige Augustiner-Chorherrenstiftskirche St. Moritz (Sankt Moritz) ist eine spätgotische Hallenkirche in der südwestlichen Ecke der Altstadt von Halle (Saale) mit einer bedeutsamen Orgel und spätgotischen Steinskulpturen. Sie befindet sich in einem sanierungsbedürftigen Zustand. 2013 wurden die zur Sanierung benötigten Ausgaben auf 2,1 Millionen Euro geschätzt. Sie wird von der römisch-katholischen Pfarrei „St. Mauritius und St. Elisabeth“ und der Katholischen Studentengemeinde „St. Thomas Morus“ genutzt.

## Baugeschichte

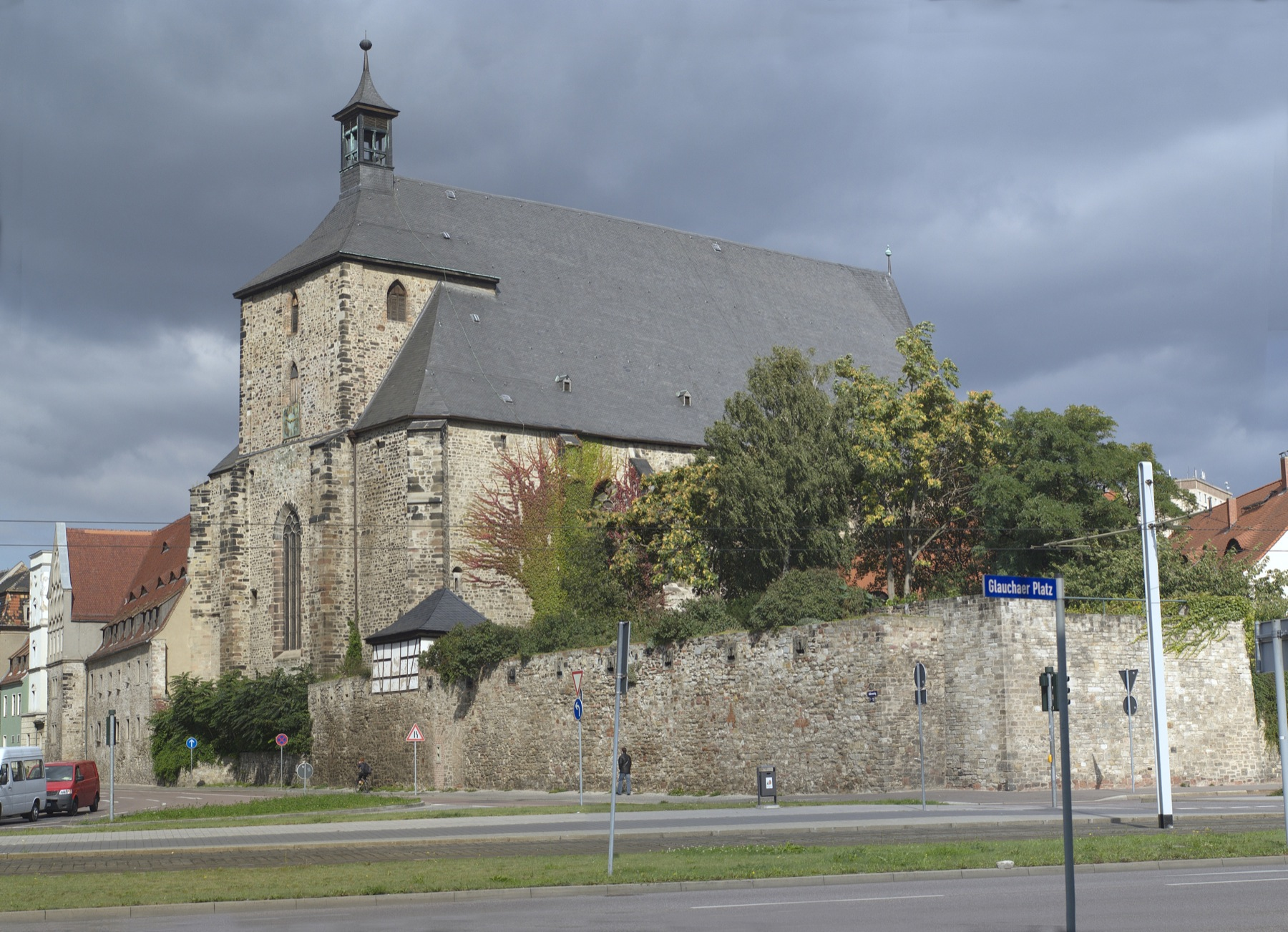
Westwerk

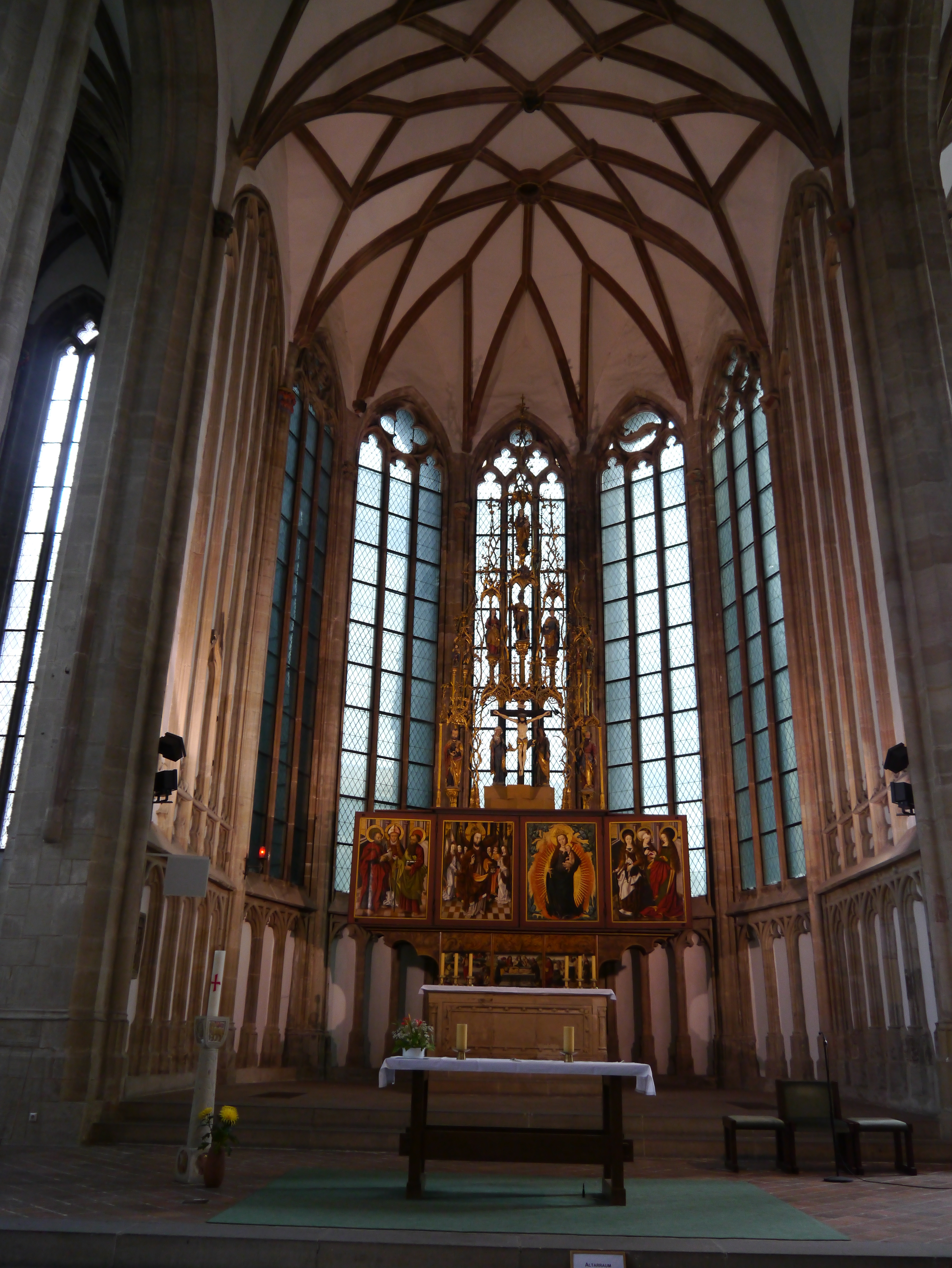
Altarraum (2012)

Die Kirche wurde an der Stelle eines romanischen Vorgängerbaus ab 1388 errichtet. Der Bau erfolgte in Abschnitten, zunächst mit dem östlichen Teil, als die Vorgängerkirche noch stand. Baumeister war anfangs Conrad von Einbeck. Nach ihm wirkten an der Kirche u. a. Hans Brochstete und Nickel Hoffmann. Der Abschluss war im westlichen Teil mit einem Turmpaar geplant, das aber nie zur Ausführung kam. Der stattdessen im letzten Bauabschnitt des Langhauses (1453–1510) vorgesehene Westturm erreichte nur die Höhe der Außenmauern. 1557 fand der Innenausbau weitgehend seinen Abschluss. Das Langhaus ist von zwei Bauabschnitten geprägt. Die 1388 begonnene ältere Ostseite zeichnet sich durch einen bemerkenswert plastisch-dekorativen Baustil aus. Die im 15. Jahrhundert begonnene Westhälfte ist wesentlich schlichter, was auf die gesunkene Finanzkraft der Bauherren (Augustiner-Chorherren und Pfännerschaft) zurückzuführen ist. 1694 bis 1697 erhielt die Kirche einen barocken Kirchturm, der aber 1789 nach einem Teileinsturz wieder abgetragen wurde. Der heutige niedrige Turmaufsatz entstand zwischen 1801 und 1803, Stiftsgebäude und Kreuzgang brach man von 1806 bis 1808 ab. In der Folgezeit gab es immer wieder Sanierungsmaßnahmen (1838–1841, 1910–1916, 1956–1958, 1972–1978). 2015–2017 wurde der von Hausschwamm und Insekten befallene Dachstuhl instand gesetzt.

## Kirchengeschichte
Die Moritzkirche wurde vermutlich im zweiten Drittel des 12. Jahrhunderts (zwischen 1121 und 1144) als Pfarrkirche der südlichen Altstadt gegründet und ist ab 1184 zugleich Stiftskirche des Moritzstifts der Augustiner-Chorherren. Bedeutung innerhalb der Stadt erlangte sie zudem als Pfarrkirche der halleschen Pfännerschaft (Salzwirker). Sie ist St. Moritz, dem Schutzpatron des Bistums Magdeburg, geweiht. 
1519 wurde das Stift aufgelöst und die Kirche bis zur Reformation von den Dominikanern als Klosterkirche genutzt. Den Hintergrund dieser Verlegung bildet die Umwandlung der Dominikanerkirche am Domplatz in den Halleschen Dom durch Kardinal Albrecht von Brandenburg. Ab 1542 war St. Moritz lutherisch und Stammkirche der Halloren. 
1737 wurde als Sohn des Pfarrers der Moritzkirche Adam Struensee im Pfarrhaus der spätere Arzt und Aufklärer Johann Friedrich Struensee geboren. 

### Evangelische Pastoren an der Moritzkirche
- 1542–1552: Matthias Wanckel
- ab 1546: Georg Pazinger
- 1553–1554: Jodocus Rugger († 1554)
- 1557–1560: Franz Schaarschmidt
- ...–1561: Wolfgang Hoburg
- 1567–1584: Johann Zencker
- 1565–1604: Michael Jering (1530–1604)[5]
- 1568–1617: Johann Siglitz († 1617)
- 1584–1598: Samuel Cuno (ca. 1550–1615)
- 1599–1629: Urban Teußner († 1629)
- 1604–1617: Elias Andreae (1561–1617)
- 1637–1656: Christian Müller (1605–1656)
- 1640–1642: Christoph Dörffel (1611–1655)
- 1642–1670: Michael Heller (1607–1672)
- 1656–1681: Andreas Christoph Schubart (1629–1689)
- Christian Nicolai (1643–1709)
- Johann Jeremias Reichhelm (1648–1708)
- 1672–1690: Paul Sauer (1642–1690)
- 1672–1685: Georg Heine
- 1681–1685: Johann Christian Olearius
- 1690–1696: Elias Andreas Schubart (1660–1718)
- 1696–1699: Christoph Lucht (1671–1699)
- 1699–1708: Christoph Semler
- 1708–1723: George Nicolaus Ockel (1684–1739)
- 1713–1752: Christian August Roth (1685–1752)
- 1713–1718: Johann Christian Schäffer (1690–1718)
- 1718–1724: Justus Samuel Scharschmid (1664–1724)
- 1719–1732: Johann Ulrich Schwentzel (1685–1747)
- 1724–1742: Johann Andreas Möller (1692–1742)
- 1732–1739: Adam Struensee
- 1739–1762: Johann Biltzing (1698–1762)
- 1742–1763: Johann August Förster (1713–1763)
- 1752–1758: Christian Albrecht Döderlein
- 1759–1767: Daniel Gottlieb Clauswitz (1728–1803)
- 1762–1773: Johann Christian Jüngken (1726–1789)
- 1763–1813: Justus Israel Beyer (1728–1813)
- 1767–1773: Christian Gottfried Fink (1736–1810)
- 1773–1818: Johann Gotthilf Böttcher (1745–1818)
- 1774–1814: Karl Friedrich Senf
- 1813–1823: Christian Gottlieb Eisfeldt (1748–1823)
- 1814–1844: Georg Christian Guericke (1771–1844)
- 1818–1834: Christoph Friedrich Hesekiel (1793–1840)
- 1834–1848: Friedrich Wilhelm Theodor Böhme (1805–1848)
- 1833–1842: Johann Friedrich Christoph Braune (1801–1872)
- 1846–1872: Carl Heinrich Bracker (1816–1874)
- ab 1849: Julius Theodor Wolf
- 1867–1907: Hermann Nietschmann
- ab 1873: Gustav Albert Saran (1838–1912)
- ab 1907: Hugo Greiner (1864–1911)
- 1959–1973: Gottfried Winkelmann (1906–)

### Katholische Kirchengemeinde
Nachdem 1964 der Bau von Halle-Neustadt begonnen hatte, einer Großsiedlung für mehrere zehntausend Einwohner, bildete sich von Juli 1966 an die römisch-katholische Kirchengemeinde Halle-Neustadt. Am 15. Juli 1969 wurde die bisherige, zur Pfarrei St. Franziskus und Elisabeth in Halle gehörende Kuratie Halle-Neustadt zur Pfarrei erhoben, sie trug das Patrozinium des heiligen Paulus. Da die Pfarrei über kein eigenes Kirchengebäude verfügte, pachtete sie ab November 1970 die Moritzkirche. Als katholische Pfarrkirche trägt sie das Patrozinium „St. Mauritius und Paulus“, das auch die katholische Pfarrei Halle-Neustadt übernahm, bis sie im Zuge der Zusammenlegung von Pfarreien im Bistum Magdeburg am 2. Mai 2010 in der damals neugegründeten Pfarrei „St. Mauritius und St. Elisabeth“ aufging. Mauritius ist die lateinische Bezeichnung für Moritz, und Paulus der ursprüngliche Schutzpatron der katholischen Pfarrei Halle-Neustadt.

## Bedeutung
Die Moritzkirche gilt als Auftakt der spätgotischen Hallenbaukunst im sächsischen Raum. Insbesondere der Chor wurde Vorbild für viele nachfolgende Kirchen Mitteldeutschlands. Holger Brülls und Thomas Dietzsch nennen sie gar das „Schlüsselwerk der mitteldeutschen Spätgotik“, die von der Marktkirche vollendet werde. Der Chor zeigt eine völlige Auflösung der Wände in Fensterflächen, die in diesem Grade in Mitteldeutschland selten vorkommt. Den Chor schmückten bis zur Mitte des 20. Jahrhunderts zudem Steinfiguren an der Außenseite. Ein hallesches Sprichwort sagt über die Kirchen der Stadt: „St. Marien das schönste Geläute, St. Ulrich das schönste Geschmeide, St. Moritz das schönste Gebäude.“ Bekannt sind zudem die teils signierten und datierten Skulpturen im Innern der Kirche.

## Ausstattung

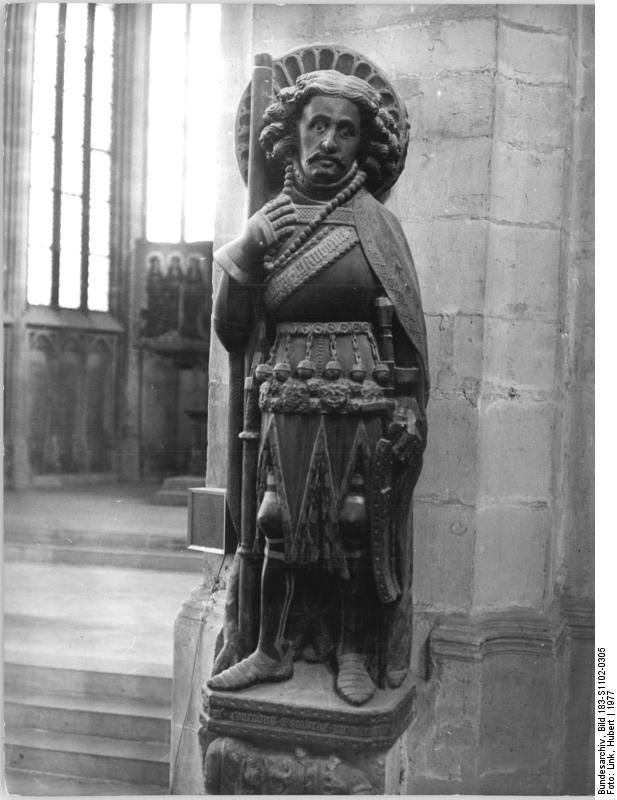
Statue des Schellenmoritz, 1411

Die Moritzkirche besitzt einige bedeutende Ausstattungsstücke, darunter:
- Steinskulpturen des Baumeisters Conrad von Einbeck: Schellenmoritz, von 1411; Schmerzensmann von 1416, Klagende Maria von 1419, Christus an der Geißelsäule von 1419 sowie eine Bildnisbüste, die möglicherweise ein Selbstbildnis Conrads ist, wahrscheinlicher aber einen Gönner darstellt[11],
- ein spätgotischer Hochaltar von 1511,
- eine Renaissancekanzel des Meisters Zacharias Bogenkrantz von 1592 mit Schalldeckel von Valentin Silbermann (1604) sowie
- die Orgel der Moritzkirche von 1925.
- Eine große Glocke in c′ von 1695 und eine kleine Glocke in h′ aus dem 14. Jahrhundert.

## Lage/Umgebung
Die Westfront der Kirche stößt unmittelbar an die hier mit einem kurzen Abschnitt erhaltene Stadtmauer. An die Nordfassade schließt das Gebäude des ehemaligen St.-Johannis-Hospitals an. Unterhalb dieses Ensembles floss bis zur Überbauung 1893/1894 die Gerbersaale, die hier von der Moritzbrücke mit zwei Bögen überspannt wurde. Die so geschaffene Straße ist der Hallorenring. Mit dem ausgehenden 19. Jahrhundert entstanden an der Nordseite des Moritzkirchhofes Schulen und das Polizeipräsidium (1908/1909), das direkt an das Johannishospital angrenzte. Bis zum letzten Drittel des 19. Jahrhunderts gehörte dieses zum Gelände der pfännerschaftlichen Saline (Thal) mit den vier Salzbrunnen, dem heutigen Hallmarkt, auf dem u. a. die Siedehütten standen. Im Zuge von anhaltenden Stadtsanierungsmaßnahmen im Gebiet zwischen Altem Markt und Hallmarkt im gesamten 20. Jahrhundert riss man die Häuser an der Ostseite des Moritzkirchhofes zu DDR-Zeiten ab und errichtete – weitgehend ohne Rücksicht auf den überkommenen Stadtgrundriss – fünfgeschossige Plattenbauten sowie ein Hochhaus, das mittlerweile auf acht Geschosse zurückgebaut wurde. Zudem entstand dort das ‚Lichtstudio‘. Damit ist das Umfeld der Moritzkirche heute maßgeblich durch Bauten aus dieser Epoche geprägt.